# Rafał Hadziewicz

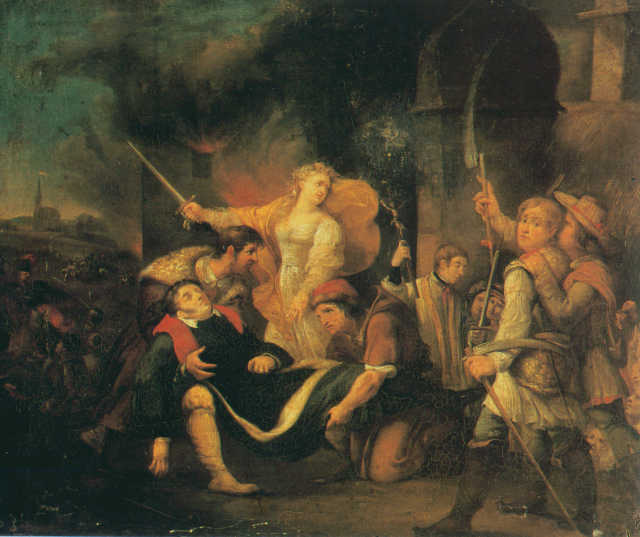
Śmierć generała Henryka Kamieńskiego pod Ostrołęką z 1837 roku

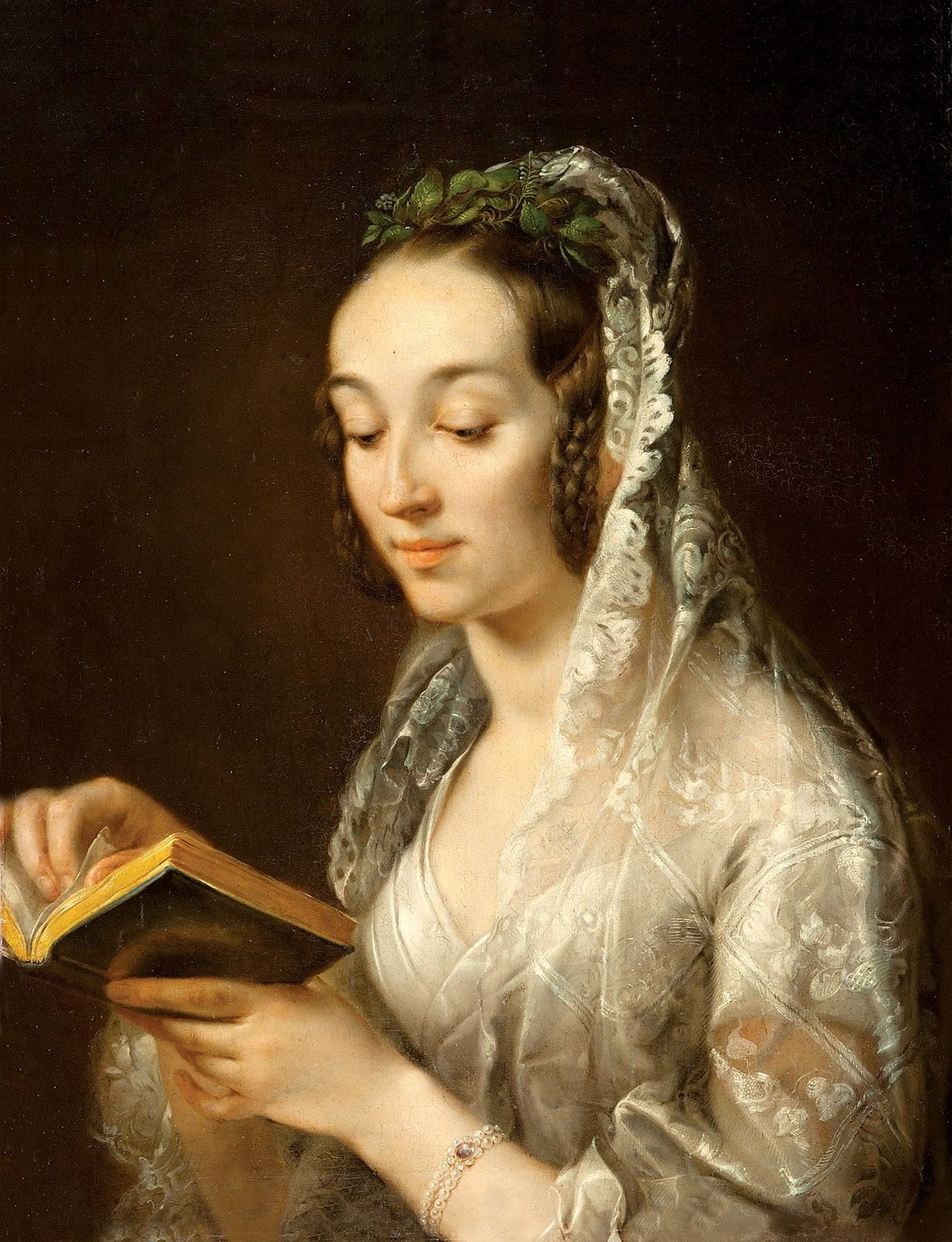
Portret żony w stroju ślubnym

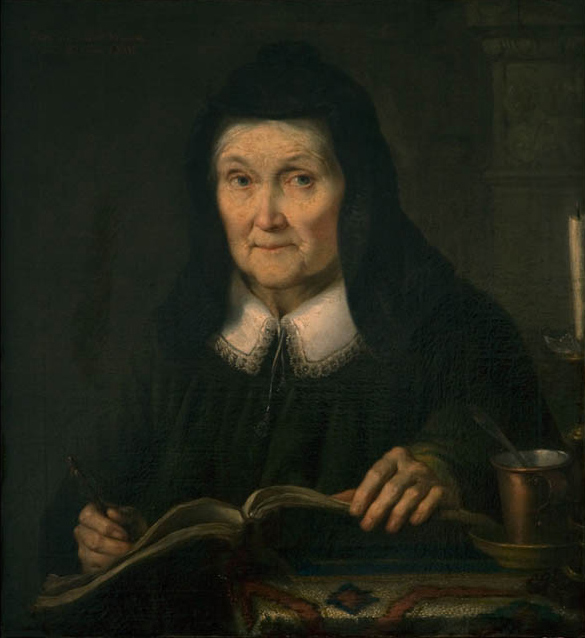
Portret matki z około 1860 roku

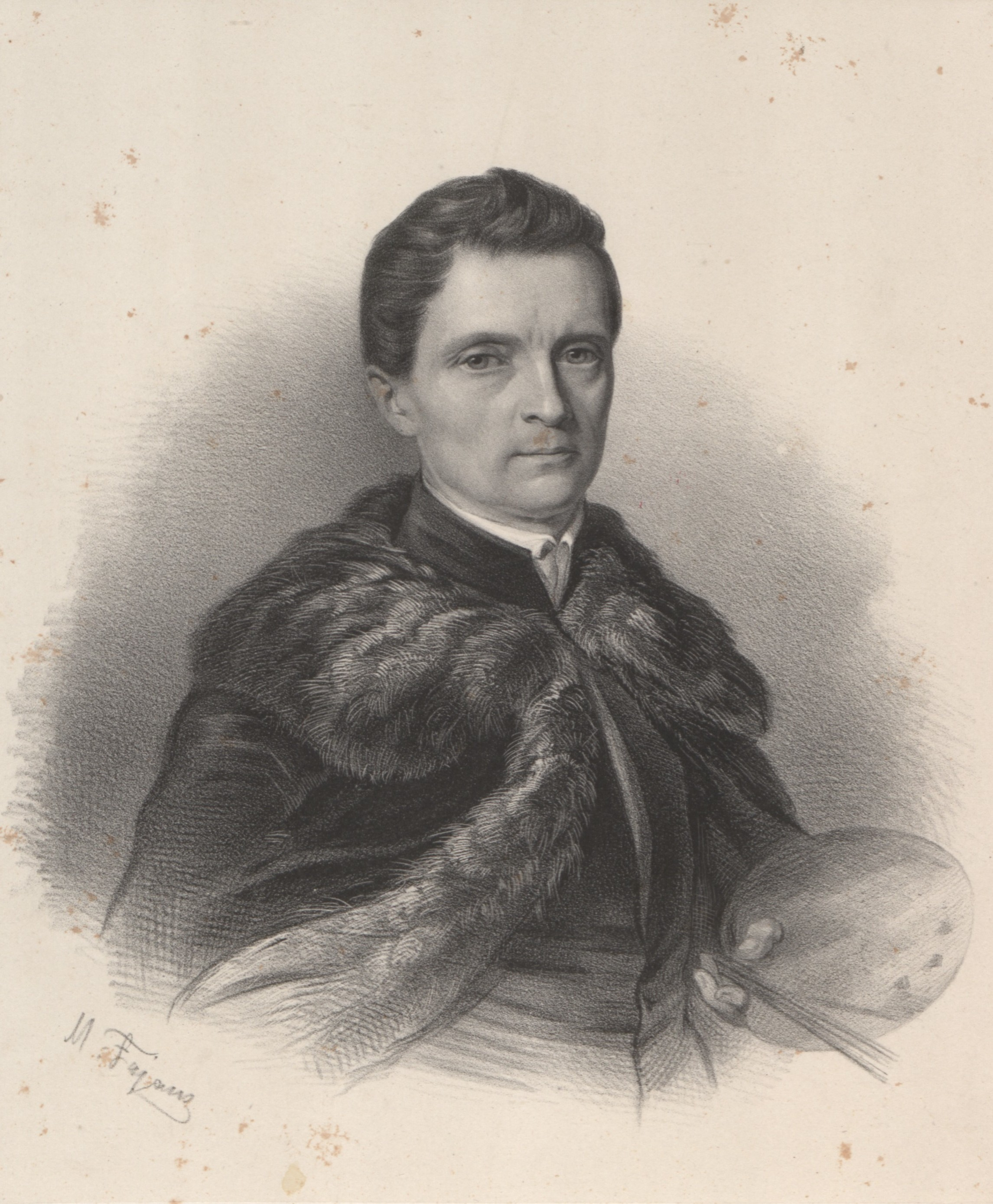
Rafał Hadziewicz na litografii Maksymiliana Fajansa

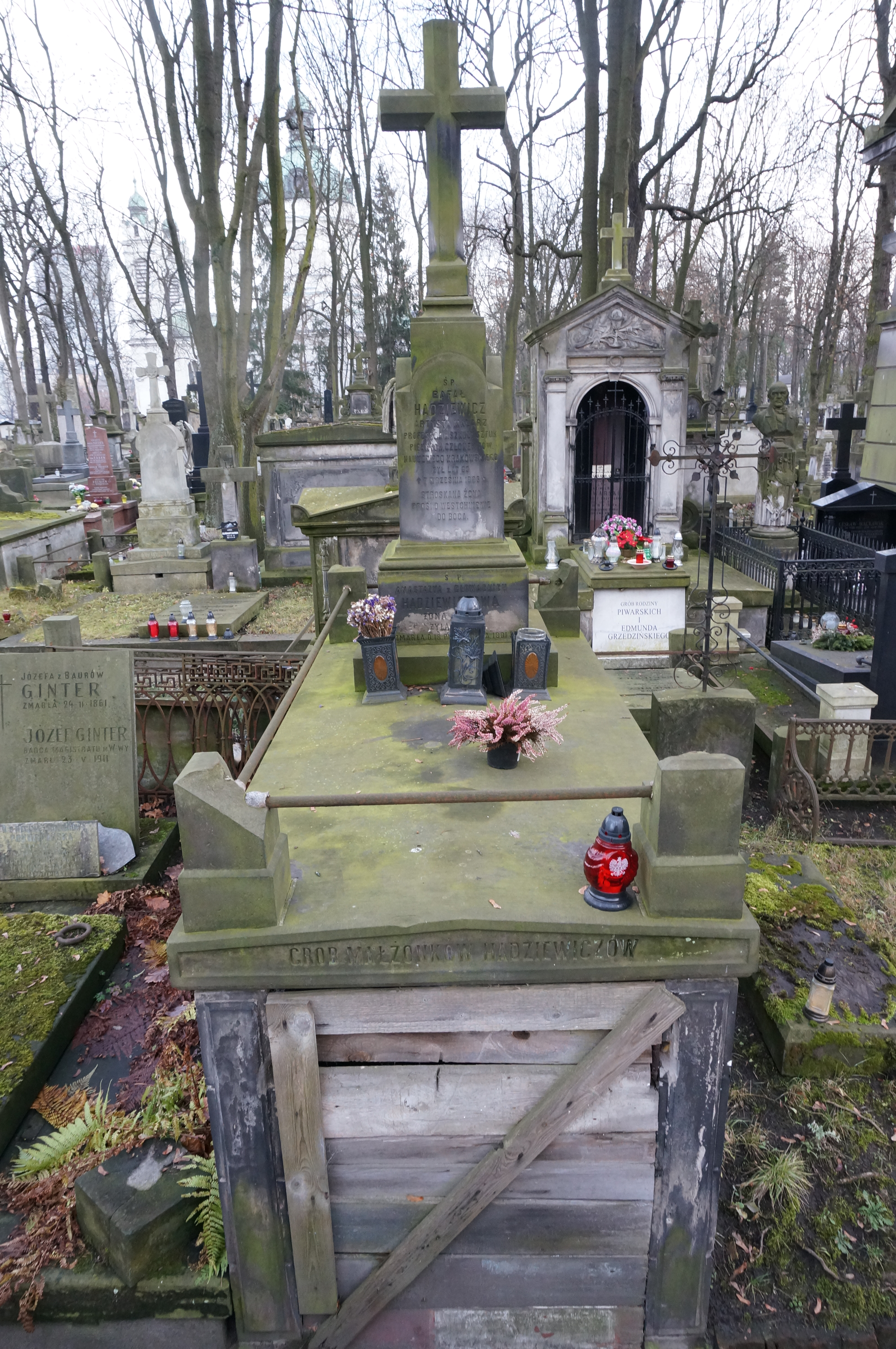
Grób Rafała Hadziewicza na cmentarzu Powązkowskim

Rafał Hadziewicz herbu Wieniawa - (ur. 13 października 1803 w Zamchu, zm. 7 września 1886 w Kielcach) – polski malarz, pochodzący z rodziny polskich Ormian.

## Życiorys
Uczęszczał w latach 1816–1822 do Szkoły Zamoyskich w Szczebrzeszynie. Studiował od 1822 r. w Oddziale Sztuk Pięknych Królewskiego Uniwersytetu Warszawskiego w Warszawie u Antoniego Brodowskiego i Antoniego Blanka. Otrzymawszy stypendium Komisji Rządowej Wyznań Religijnych i Oświecenia Publicznego, w 1829 r. wyjechał do Drezna, później do Paryża, gdzie uczył się we francuskiej École des Beaux-Arts u Antoine’a-Jeana Grosa. Następnie studiował i rysował w Akademii Francuskiej w pracowni Bertela Thorvaldsena. W Rzymie przebywał do 1833 r., dużo czasu spędzając w muzeach, galeriach i pracowniach znanych włoskich artystów. Wykonał wtedy wiele szkiców, według malarstwa szczególnie mu bliskiego Rafaela.
W 1834 przyjechał do Krakowa, gdzie malował obrazy do kościołów. W Krakowie ożenił się w 1835 r. z Anastazją Głowacką. W 1835 r. przebywając w Medyce wykonał 30 obrazów w cerkwi w Starzawie. W Krakowie przebywał do roku 1839.
W 1839 r. wyjechał do Moskwy. Był profesorem rysunku na Wydziale Matematyki Uniwersytetu Moskiewskiego w latach 1839–1844. W 1844 przeprowadził się do Warszawy, gdzie w latach 1846–1864 był profesorem w Szkole Sztuk Pięknych w Warszawie. Wykształcił między innymi: Władysława Czachórskiego, Józefa Brodowskiego (młodszego), Franciszka Kostrzewskiego, Pantaleona Szyndlera, Henryka Redlicha, Ignacego Jasińskiego oraz Alfreda Kowalskiego-Wierusza. W Warszawie przebywał do 1871. Pod koniec życia, w 1871 przeniósł się do Kielc.
Był współzałożycielem „Zachęty”.
Był twórcą portretów i obrazów religijnych, w tym ołtarzowych. Malował też kompozycje historyczne, czerpiąc wzory ze sztuki renesansowej i barokowej Włoch. Interesował się kulturą starożytną.
Jego obrazy znajdują się w kościele Świętego Mikołaja w Szczebrzeszynie. Jest też autorem obrazów przedstawiających ukrzyżowanego Jezusa Chrystusa, Świętego Mikołaja oraz Świętego Józefa) w kościele w Lisowie, które wykonał w 1870. Kilka obrazów Hadziewicza znajduje się w kościele w Siemkowicach i w farze w Łęczycy. Namalował obraz „Wniebowzięcie” w głównym ołtarzu w kościele w Łukowej. Przypisywany jest mu obraz Chrystusa Ukrzyżowanego w ołtarzu głównym kościoła parafialnego w Adamowie.
Został pochowany na cmentarzu Powązkowskim w Warszawie (kwatera 19-4-23).

## Dzieła
Obrazy Rafała Hadziewicza znajdują się m.in. w zbiorach Muzeum Narodowego w Krakowie, Muzeum Narodowego w Warszawie,  Muzeum Narodowego w Kielcach, Muzeum Narodowego w Lublinie i Lwowskiej Galerii Sztuki we Lwowie.
- Portret Świętego Norberta (1826)
- Portret Antoniny Czyszkowskiej (1828)
- Święty Jan Chrzciciel według Rafaela (1831)
- Portret żony – Anastazji z Głowackich (1834)
- Święty Andrzej Żurawek (1834–1839)
- Salome z głową Świętego Jana Chrzciciela (1835)
- Święta Prakseda – rycina
- Święty Walenty pielęgnujący chorych (1839)
- Ugolino (1843) – ilustracja do Boskiej komedii Dantego – piekło
- Śmierć generała Henryka Kamieńskiego pod Ostrołęką
- Portret Michała Wiszniewskiego
- Portret matki artysty (1850)

Wykonał kilka akwafort według własnych obrazów i rysunków:
- Judyta z głową Holofernesa
- Stary Żyd
- Autoportret

Obrazy zaginione podczas II wojny światowej (1939–1945):
- Portret Józefy z Trukolaskich – Ledóchowskiej (1829)
- Ludwik Rostawiecki (1838)
- Święty Piotr (1855)
- Dysputa Świętego Augustyna
- Portret Antoniego Brodowskiego

## Galeria

Obrazy ze zbiorów Muzeum Narodowego w Krakowie
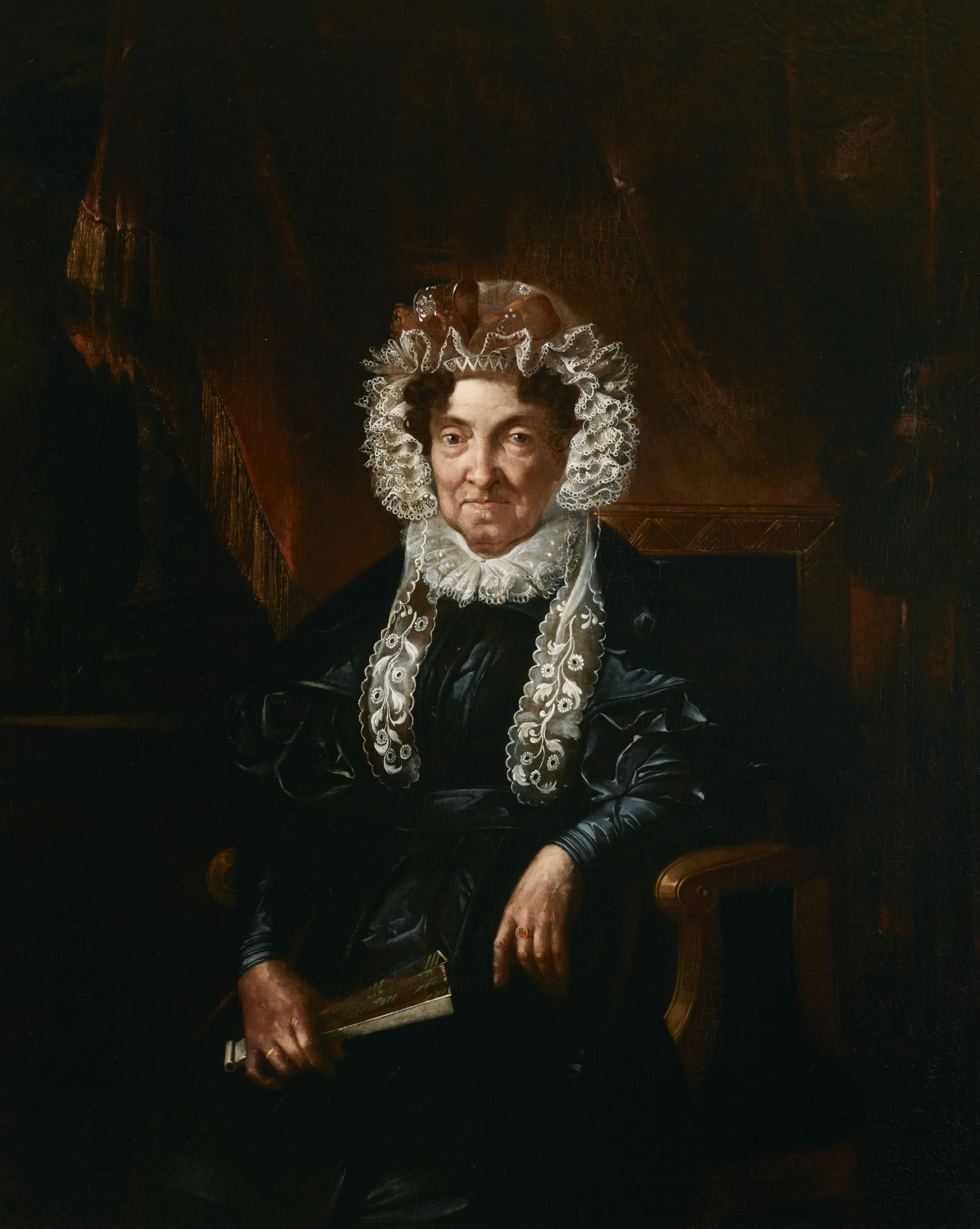
Portret Barbary Brodowiczowej, 1834
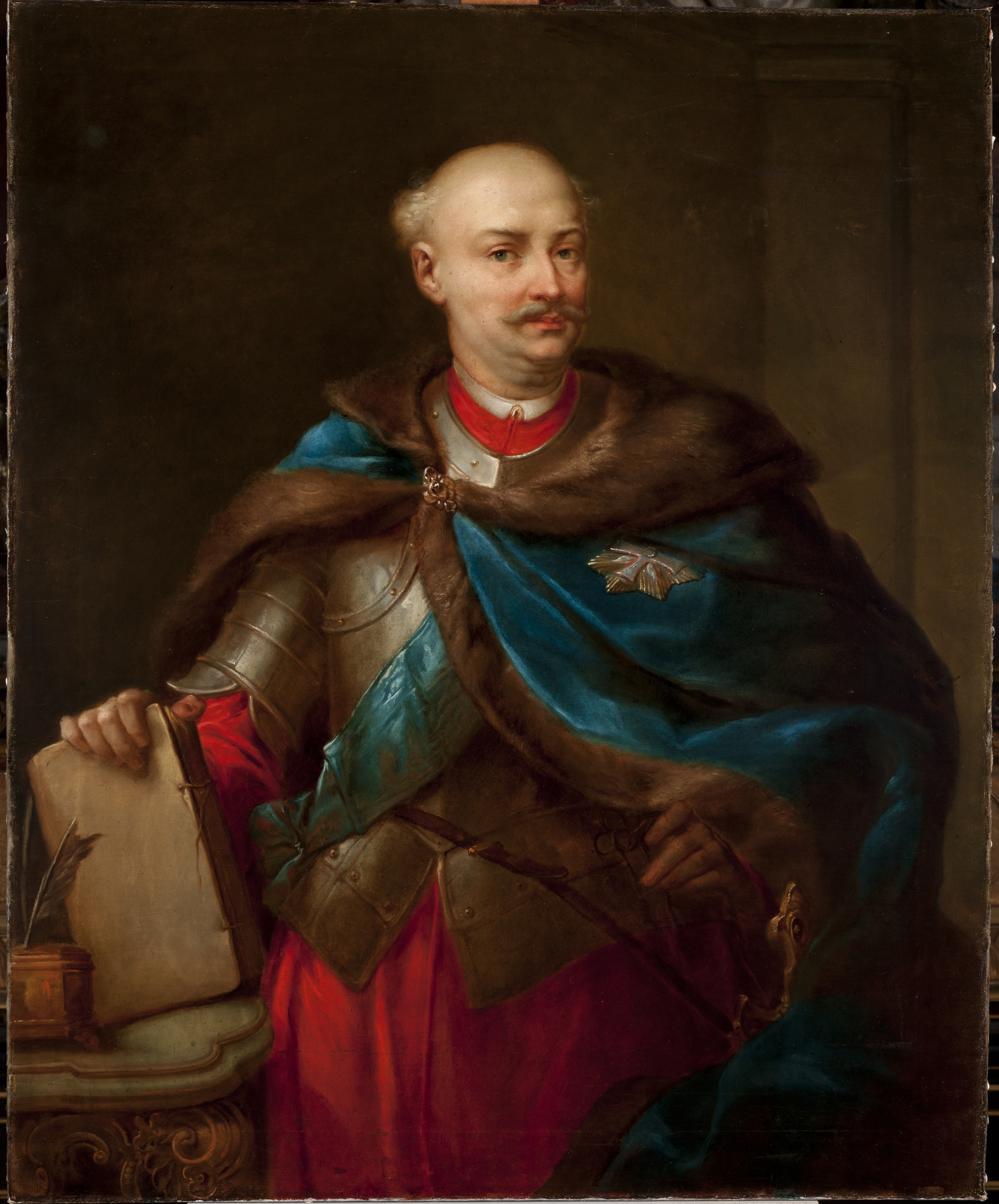
Portret Świdzińskiego (1834–1839)
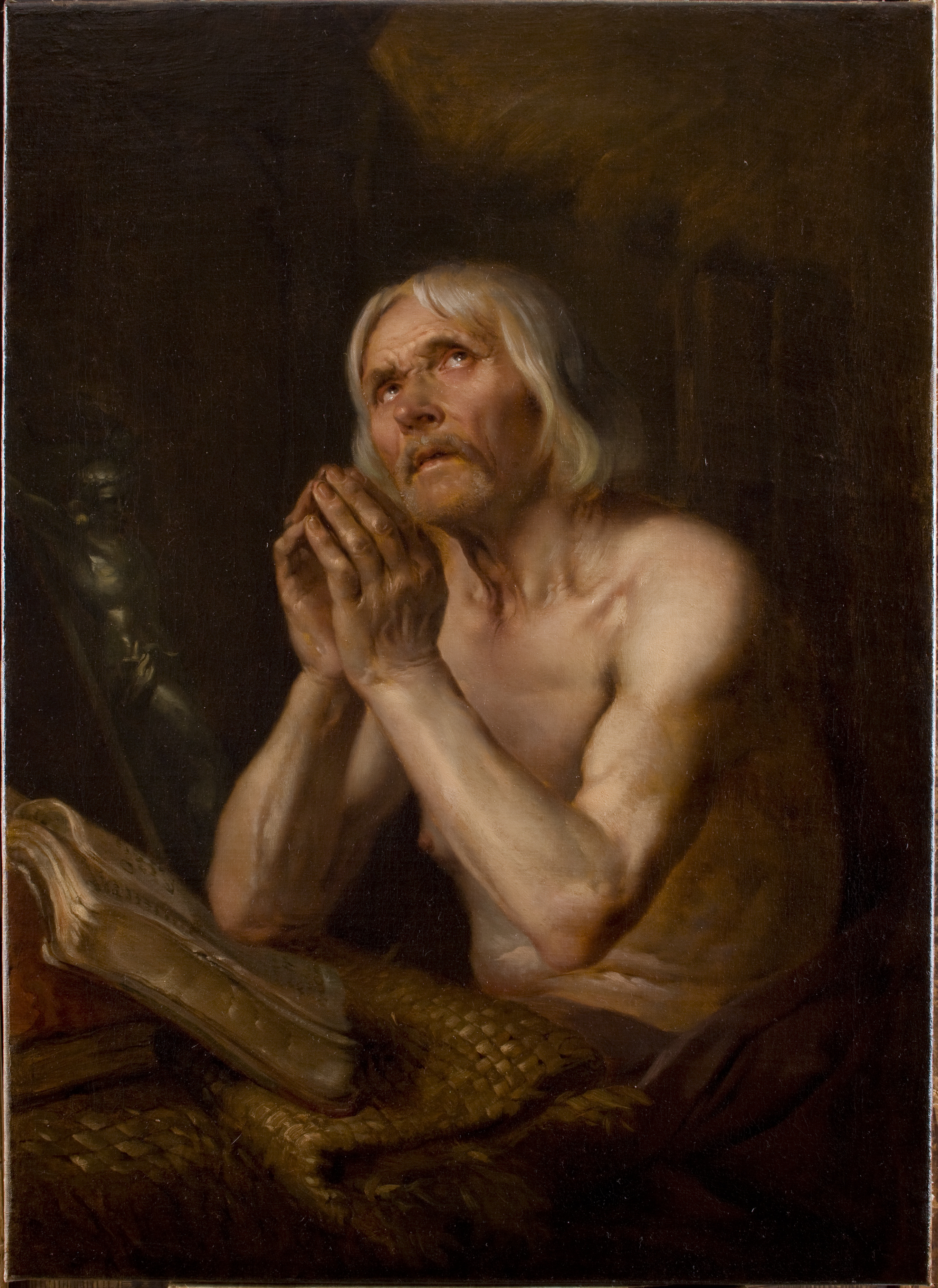
Święty Andrzej Żurawek (1834–1839)
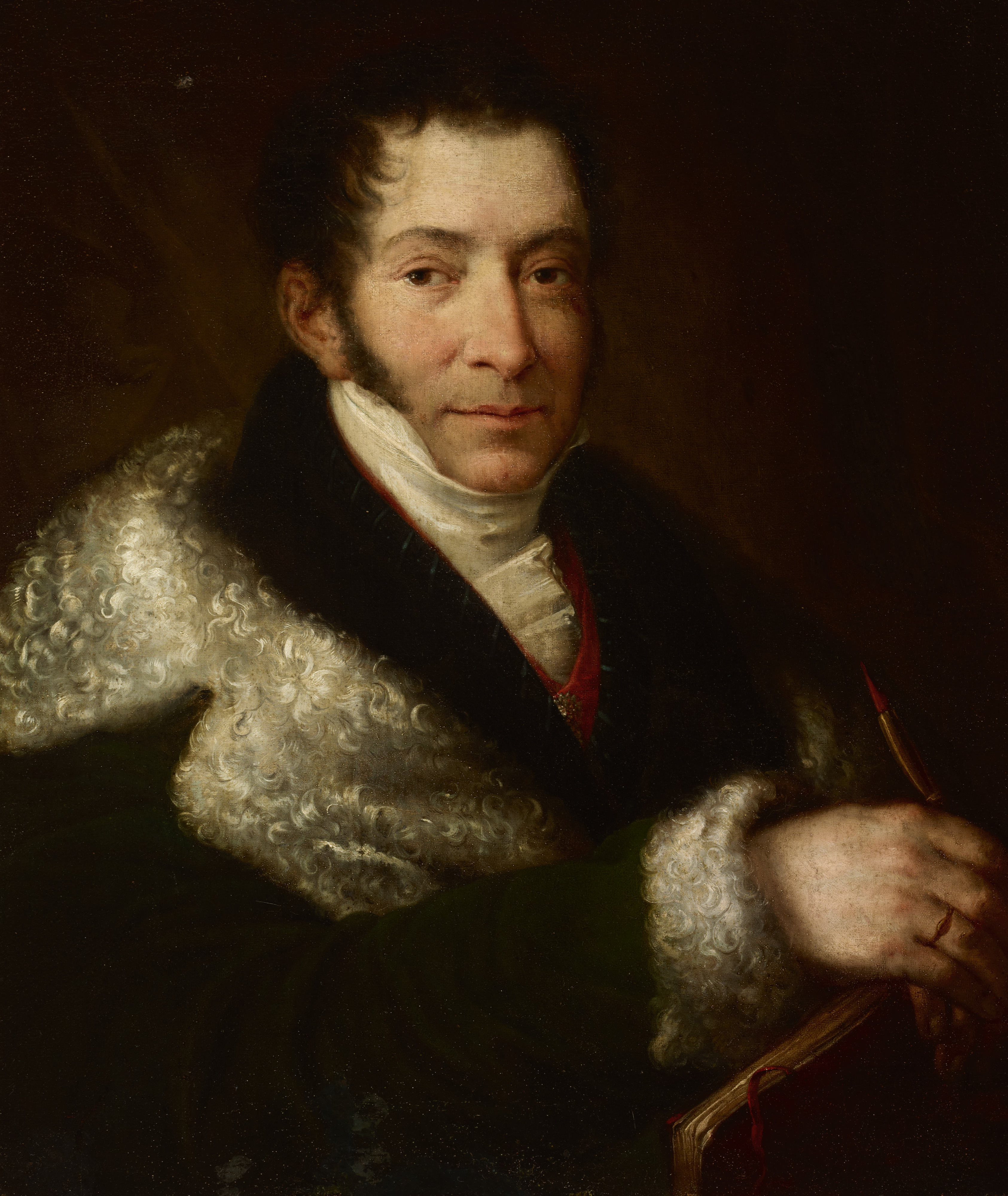
Portret Józefa Brodowskiego, 1837